# Carinostoma ornatum
Espèce
Synonymes
- Nemastoma ornatum Hadži, 1940

Carinostoma ornatum est une espèce d'opilions dyspnois de la famille des Nemastomatidae.

## Distribution
Cette espèce se rencontre au Kosovo, au Monténégro, en Bosnie-Herzégovine, en Serbie, en Bulgarie, en Macédoine du Nord et en Grèce.

## Description
Le mâle syntype mesure 1,48 mm et la femelle syntype 1,93 mm.

## Systématique et taxinomie
Cette espèce a été décrite sous le protonyme Nemastoma ornatum par Hadži en 1940. Elle est placée dans le genre Mitostoma par Hadži en 1973 puis dans le genre Carinostoma par Staręga en 1976.

## Publication originale
- Hadži, 1940 : « Две нове заимъиве врсте опилионског а рода Nemastoma - Zwei interessante neue Opilionenarten der Gattung Nemastoma. » Glasnik Skopskog Naučnog Društva. Odeljenje prirodnih nauka, vol. 22, p. 1–17.